# Paykullia nubilipennis
Paykullia nubilipennis är en tvåvingeart som först beskrevs av Friedrich Hermann Loew 1847.  Paykullia nubilipennis ingår i släktet Paykullia och familjen gråsuggeflugor. Inga underarter finns listade i Catalogue of Life.